# Czarna Gwardia

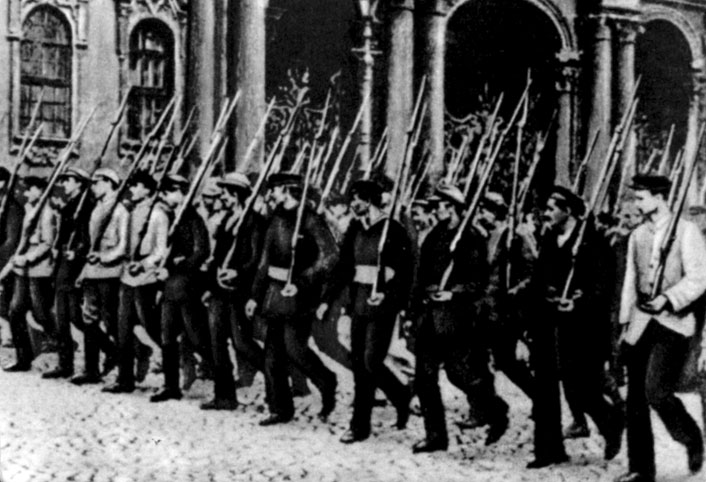
Oddział Czarnej Gwardii w 1917.

Czarna Gwardia (ros. Чёрная гвардия, ukr. Чорна гвардія) – uzbrojone grupy robotników i chłopów utworzone przez anarchistów po rewolucji lutowej. Początkowo sformowane latem 1917 na Ukrainie przez Mariję Nikiforową i rozszerzone w styczniu 1918 na Moskwę, gdzie działały przy Fabrycznych i Zakładowych Komitetach oraz komórkach Moskiewskiej Federacji Grup Anarchistycznych.

## Historia

### Powstanie
Rosyjscy anarchiści sprzeciwili się utworzeniu regularnej Armii Czerwonej z wezwaniem „Do broni!” oraz powszechnej organizacji komitetów rebeliantów w celu całkowitego uzbrojenia ludności. Anarchistyczna prasa Piotrogrodu, Moskwy i innych dużych ośrodków prowadziła masową agitację w celu stworzenia wolnych oddziałów bojowych „Czarnej Gwardii”. Jak napisał gazeta „Buriewiestnik”, organ Federacji Piotrogrodzkiej:

Ci panowie mylą się okrutnie, myśląc, że prawdziwa rewolucja już się skończyła, że teraz pozostaje tylko skonsolidować te obrzydliwe zdobycze, które przyniesione zostały ludowi pracującemu. Nie! Prawdziwa rewolucja, rewolucja społeczna, wyzwoliciel ludu pracującego wszystkich krajów, dopiero się zaczyna.

Marija Nikiforowa, znana pod pseudonimem Marusia, była ukraińską rewolucjonistką anarchistyczną i założycielką pierwszej komórki Czarnej Gwardii w Aleksandrowsku na Ukrainie. Celem zawiązania jednostki była próba wymuszenia reformy rolnej i redystrybucji bogactwa. Nikiforowa skierowała jednostkę Czarnej Gwardii do terroryzowania samorządu Aleksandrowska w celu osiągnięcia zmian politycznych. Później podobne komórki Nestor Machno założył w innych częściach Ukrainy. 
Siła Czarnej Gwardii szybko rosła, co zauważył w szczególności wiceprzewodniczący Czeka – Jēkabs Peterss. Ponadto do marca 1918 anarchiści kontrolowali 25 rezydencji w Moskwie a niektóre z nich znajdowały się w pobliżu strategicznie ważnych punktów miasta. Ponieważ stosunki między sojusznikami w obozie rewolucyjnym, bolszewikami i anarchistami, stopniowo się pogarszały, przygotowywali się oni do przyszłych starć. Według Czeka, działania anarchistyczne przeciw bolszewikom zaplanowano na 18 kwietnia, z tego powodu zdecydowano się na uderzenie wyprzedzające i rozbrojenie jednostek Czarnej Gwardii. 

### Represje w Rosji
W nocy z 11 kwietnia 1918 Feliks Dzierżyński, Przewodniczący Czeka, wysłał około 5000 żołnierzy radzieckich do ataku na kwaterę główną anarchistów w Moskwie. Anarchiści odpowiedzieli ostrzałem przy pomocy artylerii, ale bolszewicy stłumili opór na ul. Dońskiej i przystąpili do ataku na ul. Powarskiej. Ostatnim bastionem Czarnej Gwardii był dwór Zeitlin, który został zajęty do godziny 12:00 i generalnie walki między siłami Czeki a anarchistami ustały do godziny 14:00. W wyniku tej operacji bolszewicy zabili 40 anarchistów, z których część rozstrzelano na miejscu. Ponadto w walkach zginęło od 10 do 12 funkcjonariuszy Czeka i żołnierzy.
Przypominając te wydarzenia, rosyjski anarchista Wolin napisał w swojej książce Nieznana Rewolucja:

w nocy 12. kwietnia, pod fałszywym i absurdalnym pretekstem, wszystkie organizacje anarchistyczne w Moskwie – głównie te skupione w Federacji Grup Anarchistycznych – zostały zaatakowane i ograbione przez połączone siły wojska i policji. Przez kilkanaście godzin stolica trwała w stanie oblężenia. Do stłamszenia anarchistów użyto nawet ciężkiej artylerii
Operacja ta posłużyła jako sygnał do odsunięcia organizacji wolnościowych w prawie wszystkich ważnych miastach Rosji. I jak zawsze władze prowincji przewyższały w swojej gorliwości te w stolicy.
Lew Trocki, który przez dwa tygodnie przygotowywał cios i który osobiście przeprowadził wśród pułków agitację przeciwko „anarcho-bandytom”, miał satysfakcję, że mógł wygłosić swoją słynną deklarację: „Nareszcie rząd radziecki żelazną miotłą uwolnił Rosję od anarchizmu”

Po klęsce Czarnej Gwardii w Moskwie przeprowadzono przeszukanie zajętych rezydencji i w niektórych znaleziono złoto. Moskiewska Federacja Grup Anarchistycznych została oskarżona o powiązania z przestępcami i aresztowano około 500 osób. W tym samym czasie Dzierżyński komentując to, co się stało, stwierdził:

My w żadnym wypadku nie mamy chęci, ni zamiarów zwalczać ideologicznych anarchistów. I obecnie wszyscy ideologiczni anarchiści aresztowani w nocy 12. kwietnia, są wypuszczani z więzień na wolność. Część z nich stanie przed wymiarem sprawiedliwości. Cała maska „anarchizmu” była jedynie przykrywką dla elementu przestępczego i kryminalnego, który przeniknął w szeregi tych grup anarchistycznych. Niewiele jest wśród anarchistów ideowych osób zatrzymanych przez nas.

Wydarzenia w Moskwie były sygnałem do rozpoczęcia walk w innych regionach. Rankiem 12 kwietnia w mieście Gorodiec anarchiści na czele z przewodniczącym rady miejskiej rozpoczęli walkę z bolszewikami. Przy wsparciu samochodów pancernych zdobyli Nowoczerkask i zaczęli polować na bolszewików. Siedzibą anarchistów w regionie Wołga była Samara, gdzie podczas kwietniowego „rozbrojenia” oddziałów udało się ukryć broń. Pod koniec kwietnia oddział Czarnej Gwardii Smorodinowa (składający się z 600 bojowników z samochodami pancernymi) zdobył miasto Bugurusłan. Walka anarchistów z bolszewikami w regionie Wołgi trwała przez cały kwiecień i maj. W Kursku anarchiści zbuntowali się i przejęli miasto w dniach 10-29 kwietnia 1918. 9 maja Komisariat Spraw Wewnętrznych wysłał zarządzenie do wszystkich rad prowincji: „Doświadczenia Moskwy, Piotrogrodu i innych miast dowiodły, że chuligani, złodzieje, rabusie i kontrrewolucjoniści chowają się za flagą organizacji anarchistycznych, potajemnie przygotowują obalenie władzy radzieckiej... Rozbroić wszystkie oddziały i organizacje anarchistów. Każdy może mieć broń tylko za pozwoleniem miejscowych Sowietów”. 17 maja anarchiści w sojuszu z maksymalistami stanęli na czele nowego powstania w Samarze. 

### Na Ukrainie
Ostatecznie dziedzictwem Czarnej Gwardii było posłużenie jako wzór dla oddziałów podczas tzw. „Powstania Machny”, znanej również jako Czarna Armia. Po traktacie brzeskim Nestor Machno utworzył jednostkę Czarnej Gwardii na Ukrainie, która później przekształciła się w tak zwaną Rewolucyjną Powstańczą Armię Ukrainy (RIAU). RIAU mogłaby zostać uznana za kontynuację Czarnej Gwardii, była jednak znacznie większa oraz lepiej zorganizowana.

## Charakterystyka
Anarchiści mieli świadomość, że przestępcy, a także ludzie bez wiarygodności, tylko mogli zaszkodzić sprawie, zwłaszcza w momencie, kiedy sytuacja się zaogniła. W związku z tym z szeregów Czarnej Gwardii wyrzucono osoby o małej wiarygodności, a przyjęcie do jej szeregów było trudniejsze. 4 kwietnia wpłynęła prośba z siedziby Czarnej Gwardii o dostarczenie list wszystkich osób należących do Moskiewskiej Federacji Grup Anarchistycznych. Bojownicy byli przyjmowani do oddziałów wyłącznie na polecenie jednej z lokalnych grup; trzech członków Federacji, Komitetu fabrycznego, lub Rady Okręgowej. 
Czarna Gwardia powstała jako alternatywa dla tradycyjnych struktur wojskowych i zajęła się szkoleniem oddziałów zdolnych do działania w partyzantce. Zamiast zdyscyplinowanej, integralnej armii, anarchiści stworzyli szereg zdyscyplinowanych oddziałów, działających nie w szyku, nie w otwartej bitwie, nie według etykiety wojskowej, ale jako oddziały partyzanckie i terrorystyczne. Oddziały te zostały utworzone w celu „zabezpieczenia podbojów już wyrwanych z zębów burżuazji, która zeszła do podziemia, i najazdów międzynarodowego monopolu na złoto w mundurze Białej Gwardii”. Jednostki te miały zastąpić bojówki przyzwyczajone do działania w carskiej Rosji, których praktyką stanowiły akty ekspropriacji czy terroru przeciwko policji – „propaganda czynem”. Jednocześnie Czarna Gwardia nie miała uczestniczyć w przeszukaniach, aresztowaniach i innych podobnych akcjach, ponieważ uznano to za prerogatywę Czerwonej Gwardii.